# Црква Свете Петке у Кумареву
Црква Свете Петке у Кумареву представља комплекс који се састоји од две цркве — старе и нове — у селу Кумареву, недалеко од Лесковца. Црква се такође назива и Кумаревска црква Свете Петке или црква Свете Петке Кумаревске, по селу у ком се налази. Стара цркве Свете Петке данас представља непокретно културно добро као споменик културе.

## Стара црква

### Историјат
Стара црква се први пут помиње у турском дефтеру из 1516. године. Тада је по први пут извршен попис села Кумарева, када се помиње и црква. Није позната тачна година изградње, али се верује да је црква подигнута мало пре тога. Према легенди, црква је повезана са некадашњим манастиром у Горњој Слатини и манастирској цркви посвећеној Светом Николи. Након победе Николе Скобаљића над Турцима током битке код Лесковца 1454. године, српски народ из лесковачког краја помагао је у борби против Турака, првенствено монаси и калуђери. Међутим, након месец дана, турска војска коју је лично предводио султан Мехмед II, поразила је устанике, а заробљеног војводу Скобаљића набила на колац. У том замаху, Турци су манастир опљачкали, запалили и обесили 12 калуђера. Један калуђер који је остао жив, нашао је у згаришту икону Свете Петке која је и након попале била врло мало оштећена и један гвоздени крст. Калуђер је икону и крст пренео на другу страну Мораве, тј. прешао из Нишког у Врањски пашалук и испод села Кумарева, у врбаку поред извора, поставио крст и икону. Убрзо након тога су житељи Кумарева саградили малу капелу, која је потом проширена скоро до данашње величине. Црква је у великој мери укопана у земљу, како не би привлачила пажњу Турака, који су у то време забрањивали грађење великих здања српском живљу. Црква је поново проширена 1803. године, када је по први пут освећена за парохијску цркву од стране Епископа нишког Макарија. Стара црква је у то време имала доста бележака и летописа са књигама о историји Кумарева и саме цркве, али су Бугари током Првог светског рата уништили читаву библиотеку.
Цркву су 1894. године посетили Краљ Милан и престолонаследник Александар Обреновић, који су је том приликом новчано даривали. Том приликом је у периоду 1893—1895. године саграђен нови конак за боравак краља. Цркву су у прошлости често посећивале и владике и епископи, па су тако 1880. године исту посетили Владика Виктор и Епископ нишки Димитрије, 1908. Владика Никанор, а 1930. године Епископ нишки Доситеј. Црква Свете Петке је пре ослобођења од Турака имала четири свештеника. Након Првог светског рата, свештеници су проширили и оградили порту и саградили још један конак.

### Архитектура
Првобитна црквица је била дугачка шест, а широка свега четири метра, сазидана од речног камена и кречног малтера. Била је делимично укопана у земљу, због тога што Турци хришћанима нису дозвољавали да граде висока здања, поготово не она религијског типа. Стога, то што је Кумаревска црква укопана није никакав изузетак. Сличан пример је и касније изграђена лесковачка Црква Оџаклија. Кров је прво био покривен шиндром, а касније каменим плочама, које се и данас могу видети на олтарској апсиди. Непосредно пре освећења 1803. године, цркви је дозидан пронаос са западне и ајат са јужне стране, а реновиран је и кров и црква је тада покривена ћерамидом. Том приликом су израђене иконе на зиду, црква је поплочана каменим плочама, тако да је након реновирања била дуга 18 метара са олтарском апсидом, широка 6 метара и висока свега 4 метра. Иконостас у цркви је изграђен од букових дасака, без резбарије и украса и са четири иконе. Престоне иконе су дело вештијег мајстора него иконе у виду фресака на зиду. На њима су сребрни зимбуси са ознаком 1864. године, а иконе је сликао Анђелко Охриђанин, самоуки сликар. Најочуванија и највреднија је икона Свете Петке која се налази споља, у порталу изнад јужних врата. Испод иконе се налази натпис који сведочи о проширењу цркве из 1803. године, а поред овог, постоји и натпис у олтару који говори о посети Краља Милана и престолонаследника Александра приликом посете цркви 1894. године.
Звонара није било за време Османског владања, па је за оглашавање на молитву коришћено клепало као и у другим оближњим црквама. Звонару су Срби изградили тек након ослобођења 1881. године.
У археолошким истраживањима се до сада зна да је у дворишту цркве нађено неколико камених стубова за које се верује да су била са светог здања, али због обуставе истраживања порекло и време настанка ових стубова нису разјашњени.
- Стара црква Свете Петке
- Фреска Свете Петке на улазу у стару цркву
- Унутрашњост старе цркве
- Фреске у старој цркви

## Нова црква
За време свештеника Божидара Поповића (1929—1934) саграђена је нова црква Свете Петке у порти, непосредно поред старе. Године 1930, сазван је збор парохијана у порти цркве, када се говорило о потреби изградње нове цркве. Након тога је формиран одбор за подизање цркве, који је примио предлоге три архитекте, а прихватио предлог архитекте Андросова. Радови су почели 1932, а јула те године освећени су темељи. Радови су извођени под надзором и по детаљима архитекте Бранка Тасића и црква је завршена 1933. године, а освећена 22. октобра исте године. Иконе и друге религијске ствари добила је као поклон од мештана Лесковца и околних села.
Нова црква смештена је југоисточно од старе, у центар црквене порте. Има два торња, централно кубе и звоник изнад вестибила и хора. Изграђена је у српско-византијском стилу, са основицом у виду крста, и има облик Лазарице и манастира Каленић. Висока је 15,5 и широка 9,25 метара, са олтаром 15,45 метара. Црква има западна и јужна врата, али и северна, која се налазе поред иконостаса, те су погодна за време причешћивања, а такође она повезују стару цркву са новом. Главна западна врата су двокрилна. Централно кубе носе четири округла стуба пречника пола метра, који се завршавају византијским капителом у виду путири, а изнад њих настају консоле које чине четири пандатифа, те се изнад њих налази главна купола која има осам прозора од по 1,5 центиметара дужине. Изнад главног улаза је галерија за хор, а изнад поменуте почиње звонара са пространих осам прозора. У самом вестибилу са десне стране налази се продавница свећа, а са леве стране степенице за звонару и хор.
Лађа цркве је нижа од солеје, која је пак нижа од олтара. Лађу осветљава светлост из кубета и по један прозор са леве и десне, односно северне и јужне апсиде. У олтару је смештен свети престо од бетона на једном стубу, лево од њега је ниша за проскомоцију, а с десне стране се налази ђаконик удубљен у зиду. Олтар осветљавају три прозора.
Иконостас, који је израдио Милан Танкосић, висок је 3,5 метара, а широк преко целе црквене ширине и са троја врата. Све престоне иконе деле рељефни округли стубови од црвеног мермера, а сви венци су од белог далматинског мермера са византијским уметничким рељефним шарама. Сва равна поља су од природног плавог мермера. Иконе је осликао руски уметник Влад Пирошко.
На своду у куполи се налази икона Саваота око кога лебде анђели. На пандатифима се налазе четири јеванђелиста, а између стубова на небу је руски фрескописац Борис Сахаровић осликао фреске масним бојама у готово природној величини. У пронаосу цркве налази се икона Свете Петке, док се у самом порталу изнад западних врата налази мермерна плоча са уклесаним детаљима о изградњи саме цркве. У вестибилу са десне стране налази се још једна мермерна плоча која говори о изградњи цркви и о њеној посвети палим борцима из Првог светског рата.

## Црква данас
И дан данас се религијски обреди изводе у старој цркви, чиме верници изражавају највеће поштовање за Свету Петку. Црква Свете Петке у Кумареву је веома поштована код верника широм региона који верују у њене исцељивачке способности. Постоје многа казивања људи о томе како је помогла Света Петка у исцељивању болести. Такође, бабе-врачаре често упућују људе које дођу код њих да нађу лек у кумаревској цркви. Црква је посећена уочи великих празника, а најпосећенија је у време Белог Петка, првог петка после Васкрса. Током 2018. године саграђена је и освећена још једна мала црква у селу — црква Светог Илије, која се налази близу цркве Свете Петке.